# جورج دمپسی (دوچرخه‌سوار)
جورج دمپسی (انگلیسی: George Dempsey; ۱۱ اوت ۱۹۰۴ – اوت ۱۹۸۵) دوچرخه‌سوار اهل استرالیا بود. وی در بازی‌های المپیک تابستانی ۱۹۲۴ شرکت کرده است.